# Вилла-Бартоломеа
Вилла-Бартоломеа (итал. Villa Bartolomea) — коммуна в Италии, располагается в провинции Верона области Венеция.
Население составляет 5300 человек, плотность населения составляет 100 чел./км². Занимает площадь 53,21 км². Почтовый индекс — 37049. Телефонный код — 0442.
Покровителем коммуны почитается святой апостол Варфоломей. Праздник ежегодно празднуется 24 августа.